# Interpark
Interpark ist ein Gewerbegebiet im Landkreis Eichstätt, das teils auf dem Gemeindegebiet von Großmehring, teils auf dem Gemeindegebiet von Kösching liegt. Die Einwohnerzahl im Köschinger Teil betrug am 2. Januar 2023 10 Einwohner.

## Kommunale Zugehörigkeit
Es ist jeweils ein Gemeindeteil der beiden Gemeinden und gehört zum Einzugsgebiet Ingolstadt. Das Gewerbegebiet liegt östlich von Ingolstadt und ist über die Staatsstraßen 2231 und 2335 erreichbar. Unmittelbar westlich fließt der Köschinger Bach, der in diesem Abschnitt als Naturdenkmal ausgezeichnet ist.